# Киров (атомный крейсер)
«Киров» — краснознамённый тяжёлый атомный ракетный крейсер, головной корабль проекта 1144 «Орлан». С 1992 по 2002 год назывался «Адмирал Ушаков». 
В 2002 году выведен из состава флота, далее списан, утилизируется.

## Строительство
- 26 марта 1973 года на Балтийском заводе было начато строительство первого головного корабля проекта 1144 — тяжёлого атомного ракетного крейсера «Киров»
- 27 декабря 1977 года спущен на воду. Входил в состав 13-й бригады строящихся и ремонтирующихся кораблей ЛенВМБ.
- 29 марта 1980 года состоялось заселение экипажа.
- 30 декабря 1980 года крейсер был передан флоту.

## Служба
- 1984 год — первый боевой поход в Средиземное море.
- 18 мая 1984 года, во время инцидента со взрывом складов с боеприпасами в Североморске, остался в гавани — в отличие от остальных кораблей базы, для того чтобы в случае старта ракет с горящего склада в сторону города или атомного ракетного подводного крейсера находящегося у причала сбить их средствами корабельной ПВО[5].
- При входе в Кольский залив произошла поломка редуктора главного турбозубчатого агрегата (ГТЗА № 1), когда командующий КСФ Громов лично схватился за ручки телеграфа на ходовом мостике, и дал полный реверс. Входили на ГТЗА №2, носовой отсоединили от валопровода по звукоизолирующей муфте. В ПД-50 разрезали днище и выгрузили двухсоттонный планетарный редуктор на стапель и отправили его в ремонт на Кировский завод. После ремонта разрезку в ПД-50 повторили, загрузили редуктор, выполнили его центровку по меткам и оптике.[6]
- 7 апреля 1989 г., после срочного приказа идти к месту аварии К-278 «Комсомолец», дал максимально возможный ход в 33,5 узлов (больше чем на испытаниях) при 100 % мощности АППУ[7].
- В 1990 году «Киров» был возвращён с БС2 по причине выявленной газовой неплотности первого контура носового аппарата КН-3, которая была устранена по приходе у 7 причала. В остальной части корабль был исправен, но был выведен в резерв 2-й категории из-за отсутствия средств. В итоге начиная с 1991 года крейсер ни разу больше не выходил в море.
- В 1992 году переименован в «Адмирал Ушаков» в честь Ф. Ф. Ушакова.
- В 1999 году корабль поставлен на модернизацию в Северодвинске.
- В 2000—2001 годах был начат средний ремонт с модернизацией[3]
- В 2002 году крейсер был выведен из состава флота[3], а в 2004 году имя «Адмирал Ушаков» было присвоено эскадренному миноносцу «Бесстрашный», крейсеру возвращено имя «Киров».
- По состоянию на 2008 год предназначался для утилизации[8].
- По состоянию на 2009 год, по заявлению 1-го заместителя Министра обороны РФ Владимира Поповкина, решение о восстановлении «Киров» не принято[9].
- В 2011 году планировалась полная модернизация крейсера по программе развития ВМФ. Ввод в строй планировался не позднее 2020 года[10][11].
- Осенью 2012 года в общественную интернет-приёмную заместителя председателя Правительства РФ Дмитрия Рогозина поступило обращение:

Уважаемый Дмитрий Олегович! К Вам обращаются тысячи людей, служивших в разное время на атомном крейсере «Киров», который в настоящее время стоит на приколе в г.Северодвинске. В 2009г мы обратились к Президенту РФ с просьбой разъяснить нам дальнейшую судьбу корабля... Не будем утомлять Вас военной терминологией о предназначении атомных крейсеров данного проекта, а скажем в двух словах: атомный крейсер – это мощь флота и престиж страны! Уважаемый Дмитрий Олегович! Помогите нам (и стране!) спасти наш крейсер! Председатель совета ветеранов атомного крейсера «Киров», В. Р., Секретарь совета – Б. П.

Ответ:
 Крейсер «Киров»  возвращен в состав Военно-Морского Флота. В настоящее время ведется разработка проекта модернизации кораблей этого типа.
- В декабре 2013 года у специалистов Центра судостроения «Звёздочка» появилось мнение о необходимости скорейшей утилизации активной зоны крейсера[13][14][15][16].
- По сообщению пресс-секретаря Центра судоремонта «Звёздочка» Евгения Гладышева от 9 июня 2014 года, «Киров» начнут утилизировать не ранее 2016 года. В бюджет госкорпорации «Росатом» на 2015 год включена сумма, которую планируется потратить на разработку проектной документации на утилизацию «Кирова». Отработанное ядерное топливо из него не выгружалось, однако специалистами «Звёздочки» были проведены работы по герметизации опасной реакторной зоны[4][17].
- 25 апреля 2015 года на крейсере состоялась церемония торжественного поднятия Андреевского флага, посвященная 34-летию нахождения крейсера в составе ВМФ[18].
- В августе 2015 года принято окончательное решение об утилизации крейсера[19]. Тендер на разработку проекта по утилизации крейсера объявила корпорация «Росатом». Согласно конкурсной документации, проект по утилизации корабля должен быть готов до 30 ноября 2016 года. Отработавшее ядерное топливо (ОЯТ) должны выгрузить на ЦС «Звёздочка» за счёт средств Италии[20].

## Командиры
1. Капитан 1-го ранга — Ковальчук Александр Сергеевич (1976—08.1984)
2. Капитан 1-го ранга — Сергей Владимирович Лебедев (1984—1989)
3. Капитан 1-го ранга — Владимир Иванович Рогатин (1989—1991)
4. Капитан 1-го ранга — Леонид Викторович Суханов
5. Капитан 1-го ранга — Олег Анатольевич Ширнин(1994—1996)
6. Капитан 1-го ранга — Сергей Борисович Попов (1996—2000)
7. Капитан 1-го ранга — Александр Сергеевич Фадеев (2001—2004)
8. Капитан 1-го ранга — Павел Кравченко (2004—2005)
9. Капитан 1-го ранга — Андрей Леонидович Черненко (2005—2010)

## В массовой культуре
- Появляется в советском фильме 1982 года «Случай в квадрате 36-80»
- Упоминается в романе Тома Клэнси «Красный шторм поднимается». В ходе третьей мировой войны, произошедшей в 1986 году, крейсер вышел в Атлантику на охоту за конвоями и был потоплен норвежской подлодкой, которая незамеченной прошла в центр ордера и расстреляла крейсер торпедами.
- Атомный ракетный крейсер «Киров» упоминается в телевизионном фильме «Нити», снятом режиссёром Миком Джексоном для телекомпании BBC в 1984 году. По сообщению BBC, «Киров» столкнулся в Ормузском проливе с американским эсминцем «Callaghan» во время кризиса, приведшего к ядерной войне.
- Находится в центре внимания серии книг Джона Шеттлера «Киров». Согласно им, в 2017—2021 годах корабль подвергся тотальной модернизации, для которой были разобраны на запчасти три других крейсера проекта 1144, и сделан флагманом Северного флота. В ходе первых ракетных стрельб «Киров» из-за неизвестной аномалии попадает в прошлое — в август 1941 года, где провоцирует изменение истории, начиная свое длительное путешествие по различным временам и альтернативным реальностям[21].

## Интересные факты
- В поздние советские годы (1986—1991 гг.) команда крейсера поддерживала двусторонние шефские отношения с коллективом алма-атинского ЦУМа[22].